# Tour de Suisse 2015
Die 79. Tour de Suisse führte ab dem 13. Juni 2015 über neun Etappen. Sie war ein Rennen der UCI WorldTour 2015.
Erstmals wurde im Rahmen der Tour ein Jedermannsrennen angeboten, die Tour de Suisse Challenge. Sie fand an vier Renntagen, an der ersten und zweiten Etappe, der Alpenetappe ins Ötztal sowie dem Schlusszeitfahren in Bern, statt. Vor den Radrennfahrern konnten Hobbyfahrerinnen und -fahrer gegen ein Startgeld die Strecke befahren.

## Teilnehmer

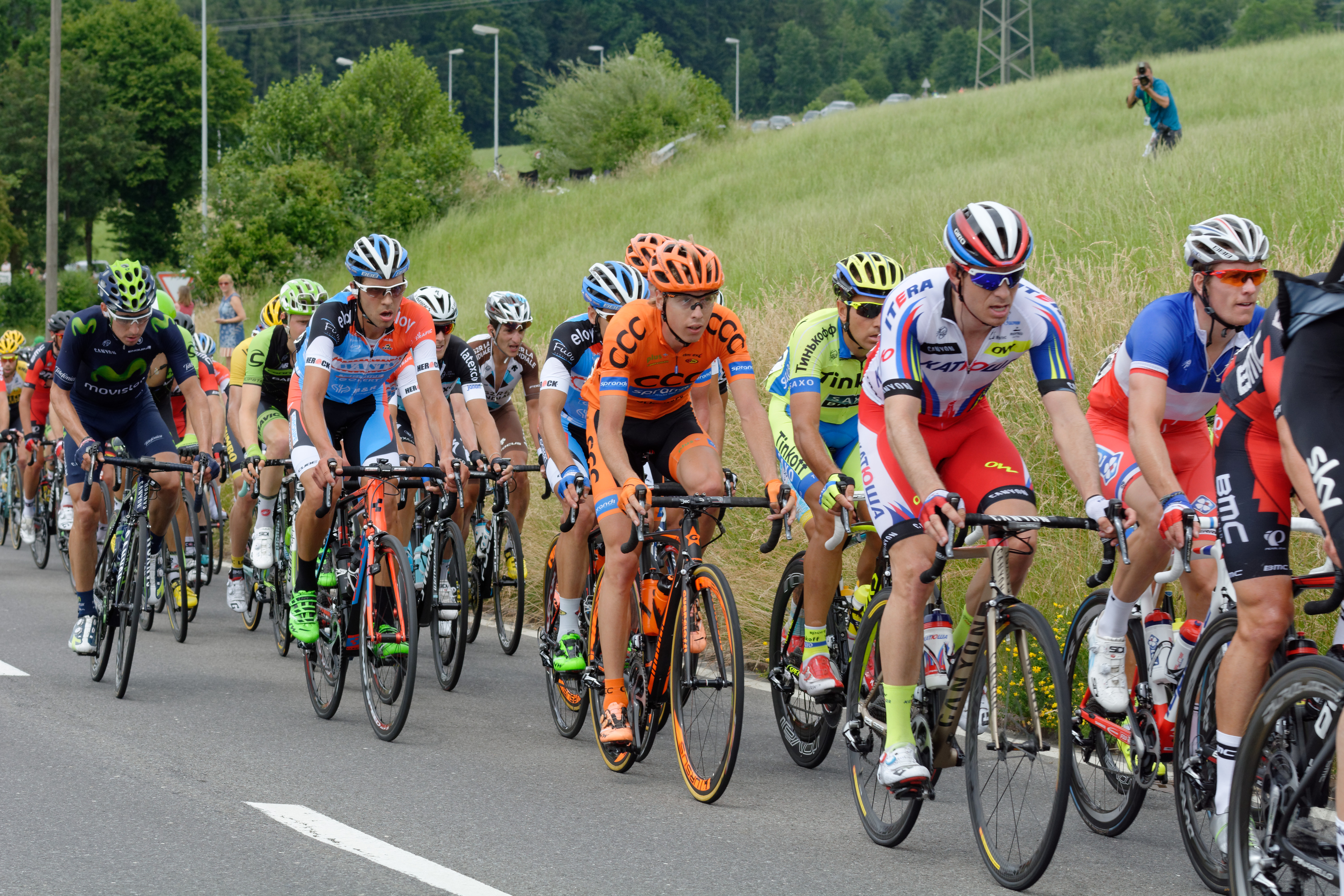
Fahrer verschiedener Teams auf der 2. Etappe

Startberechtigt waren alle UCI WorldTeams. Dazu kamen zwei Professional Continental Teams, die vom Veranstalter eine Wildcard erhielten.
| UCI WorldTeams AG2R La Mondiale (ALM) Astana Pro Team (AST) BMC Racing Team (BMC) Etixx-Quick Step (EQS) FDJ (FDJ) IAM Cycling (IAM) | Team Katusha (KAT) Lampre-Merida (LAM) Lotto Soudal (LTS) Movistar Team (MOV) Orica GreenEdge (OGE) Team Sky (SKY) | Team Cannondale-Garmin (TCG) Tinkoff-Saxo (TCS) Trek Factory Racing (TFR) Team Giant-Alpecin (TGA) Team Lotto NL-Jumbo (TLJ) |
| UCI Professional Continental Teams CCC Sprandi Polkowice (CCC)                                                                       | Wanty-Groupe Gobert (WGG)                                                                                          | |

## Etappenübersicht
Die Tour de Suisse 2015 begann mit einem Prolog in Rotkreuz ZG und endete mit einem Einzelzeitfahren in Bern. Letztmals war die Bundesstadt 2009 Zielort der Tour de Suisse.
Als Startort der dritten Etappe war Brunnen vorgesehen. Aufgrund der Sperrung der Schöllenenschlucht nach einem Felsrutsch am 20. Mai musste der Start auf die Alpensüdseite verschoben werden. Die Etappe führte zuerst auf der alten Passstrasse auf den Gotthardpass und nach einer Schlaufe im Nordtessin zum Etappenort Olivone.
| Etappe | Datum        | Start und Ziel                              | km    | Typ               | Etappensieger      | Aktivster Fahrer   | Gelbes Trikot |
| ------ | ------------ | ------------------------------------------- | ----- | ----------------- | ------------------ | ------------------ | ------------- |
| 1.     | Sa, 13. Juni | Rotkreuz – Rotkreuz                         | 5,1   |                   | Tom Dumoulin       | Tom Dumoulin       | Tom Dumoulin  |
| 2.     | So, 14. Juni | Rotkreuz – Rotkreuz                         | 161,1 | Bergetappe        | Kristijan Đurasek  | Cameron Meyer      | Tom Dumoulin  |
| 3.     | Mo, 15. Juni | Quinto – Olivone                            | 117,3 | Hochgebirgsetappe | Peter Sagan        | Stefan Denifl      | Tom Dumoulin  |
| 4.     | Di, 16. Juni | Flims – Schwarzenbach                       | 193,2 | Bergetappe        | Michael Matthews   | Thomas De Gendt    | Tom Dumoulin  |
| 5.     | Mi, 17. Juni | Unterterzen – Sölden-Rettenbachferner (AUT) | 237,3 | Hochgebirgsetappe | Thibaut Pinot      | Stefan Denifl      | Thibaut Pinot |
| 6.     | Do, 18. Juni | Wil – Biel/Bienne                           | 193,1 | Flachetappe       | Peter Sagan        | Marek Rutkiewicz   | Thibaut Pinot |
| 7.     | Fr, 19. Juni | Biel/Bienne – Düdingen                      | 164,6 | Flachetappe       | Alexander Kristoff | Michał Kwiatkowski | Thibaut Pinot |
| 8.     | Sa, 20. Juni | Bern – Bern                                 | 152,5 | Flachetappe       | Alexei Luzenko     | Alexei Luzenko     | Thibaut Pinot |
| 9.     | So, 21. Juni | Bern – Bern                                 | 38,4  |                   | Tom Dumoulin       | Tom Dumoulin       | Simon Špilak  |

## Etappen

### 1. Etappe: Rotkreuz – Rotkreuz (EZF)

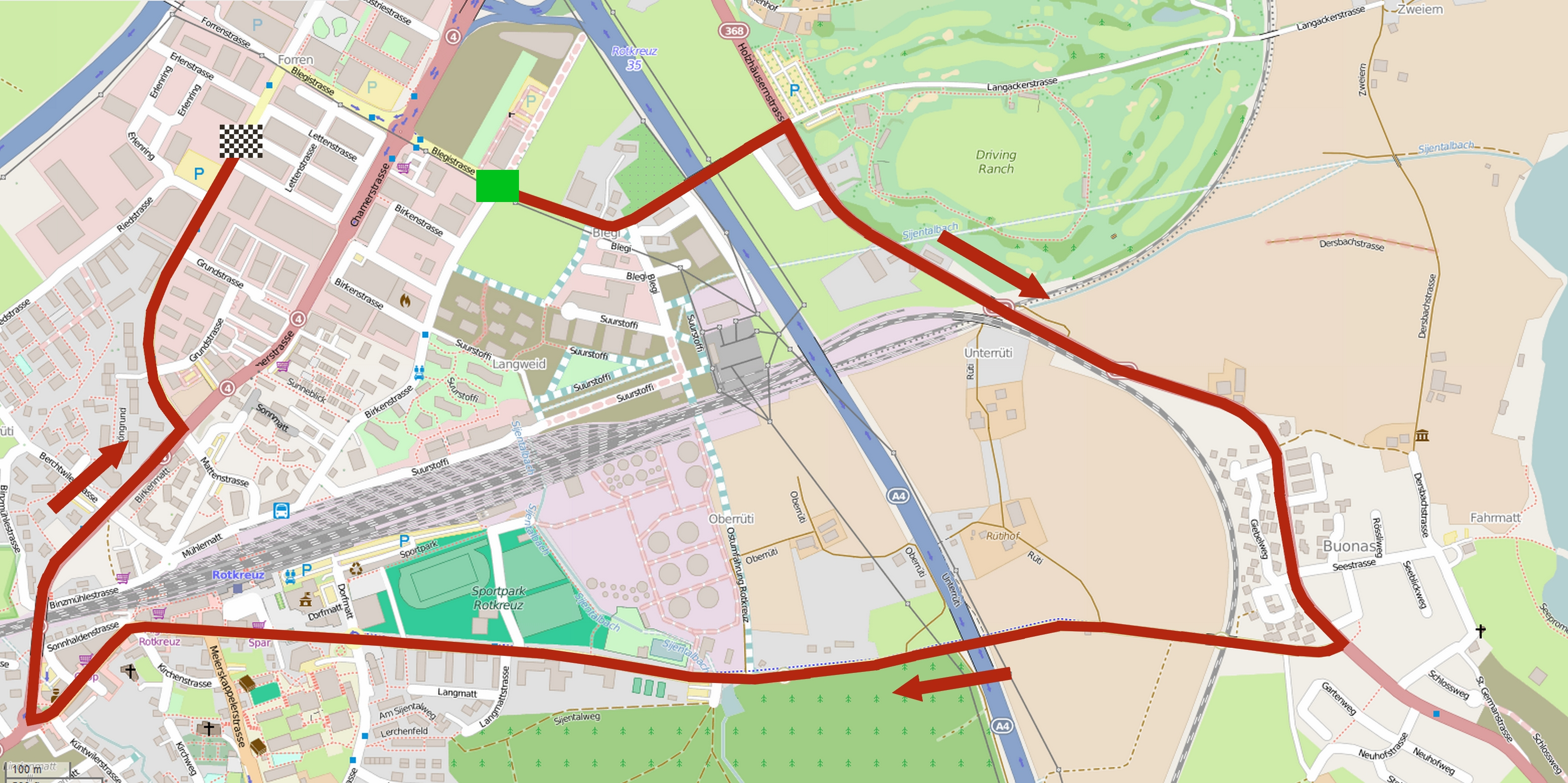
Strecke des Einzelzeitfahrens in Rotkreuz

| Ergebnis und Gesamtklassement \| \| Fahrer \| Team \| Zeit \| \| --- \| ----------------- \| ------------------- \| ---------- \| \| 1. \| Tom Dumoulin \| Team Giant-Alpecin \| 5:41 min \| \| 2. \| Fabian Cancellara \| Trek Factory Racing \| + 0:02 min \| \| 3. \| Matthias Brändle \| IAM Cycling \| + 0:04 min \| \| 4. \| Peter Sagan \| Tinkoff-Saxo \| + 0:05 min \| \| 5. \| Steve Morabito \| FDJ \| + 0:05 min \| \| 6. \| Greg Van Avermaet \| BMC Racing Team \| + 0:05 min \| \| 7. \| Cameron Meyer \| Orica GreenEdge \| + 0:06 min \| \| 8. \| Jon Izaguirre \| Movistar Team \| + 0:06 min \| \| 9. \| Adriano Malori \| Movistar Team \| + 0:06 min \| \| 10. \| Geraint Thomas \| Team Sky \| + 0:07 min \| |                   |                     |            |
| | Fahrer            | Team                | Zeit       |
| 1. | Tom Dumoulin      | Team Giant-Alpecin  | 5:41 min   |
| 2. | Fabian Cancellara | Trek Factory Racing | + 0:02 min |
| 3. | Matthias Brändle  | IAM Cycling         | + 0:04 min |
| 4. | Peter Sagan       | Tinkoff-Saxo        | + 0:05 min |
| 5. | Steve Morabito    | FDJ                 | + 0:05 min |
| 6. | Greg Van Avermaet | BMC Racing Team     | + 0:05 min |
| 7. | Cameron Meyer     | Orica GreenEdge     | + 0:06 min |
| 8. | Jon Izaguirre     | Movistar Team       | + 0:06 min |
| 9. | Adriano Malori    | Movistar Team       | + 0:06 min |
| 10. | Geraint Thomas    | Team Sky            | + 0:07 min |

### 2. Etappe: Rotkreuz – Rotkreuz
|     | Fahrer             | Team                | Zeit       |
| --- | ------------------ | ------------------- | ---------- |
| 1.  | Kristijan Đurasek  | Lampre-Merida       | 3:36:52 h  |
| 2.  | Daniel Moreno      | Team Katusha        | + 0:04 min |
| 3.  | Julián Arredondo   | Trek Factory Racing | + 0:04 min |
| 4.  | Thibaut Pinot      | FDJ                 | + 0:04 min |
| 5.  | Geraint Thomas     | Team Sky            | + 0:04 min |
| 6.  | Simon Špilak       | Team Katusha        | + 0:04 min |
| 7.  | Miguel Ángel López | Astana Pro Team     | + 0:04 min |
| 8.  | Jakob Fuglsang     | Astana Pro Team     | + 0:04 min |
| 9.  | Tom Dumoulin       | Team Giant-Alpecin  | + 0:04 min |
| 10. | Peter Sagan        | Tinkoff-Saxo        | + 0:14 min |

|     | Fahrer            | Team                | Zeit       |
| --- | ----------------- | ------------------- | ---------- |
| 1.  | Tom Dumoulin      | Team Giant-Alpecin  | 3:42:27 h  |
| 2.  | Geraint Thomas    | Team Sky            | + 0:07 min |
| 3.  | Daniel Moreno     | Team Katusha        | + 0:11 min |
| 4.  | Jakob Fuglsang    | Astana Pro Team     | + 0:14 min |
| 5.  | Peter Sagan       | Tinkoff-Saxo        | + 0:15 min |
| 6.  | Steve Morabito    | FDJ                 | + 0:15 min |
| 7.  | Thibaut Pinot     | FDJ                 | + 0:16 min |
| 8.  | Kristijan Đurasek | Lampre-Merida       | + 0:18 min |
| 9.  | Bob Jungels       | Trek Factory Racing | + 0:19 min |
| 10. | Simon Špilak      | Team Katusha        | + 0:19 min |

### 3. Etappe: Quinto – Olivone
|     | Fahrer           | Team                | Zeit       |
| --- | ---------------- | ------------------- | ---------- |
| 1.  | Peter Sagan      | Tinkoff-Saxo        | 3:00:35 h  |
| 2.  | Daniel Moreno    | Team Katusha        | + 0:00 min |
| 3.  | Thibaut Pinot    | FDJ                 | + 0:00 min |
| 4.  | Julián Arredondo | Trek Factory Racing | + 0:00 min |
| 5.  | Tom Dumoulin     | Team Giant-Alpecin  | + 0:00 min |
| 6.  | Geraint Thomas   | Team Sky            | + 0:00 min |
| 7.  | Jakob Fuglsang   | Astana Pro Team     | + 0:00 min |
| 8.  | Esteban Chaves   | Orica GreenEdge     | + 0:00 min |
| 9.  | Sergio Henao     | Team Sky            | + 0:00 min |
| 10. | José Rojas       | Movistar Team       | + 0:00 min |

|     | Fahrer            | Team                | Zeit       |
| --- | ----------------- | ------------------- | ---------- |
| 1.  | Tom Dumoulin      | Team Giant-Alpecin  | 6:43:12 h  |
| 2.  | Daniel Moreno     | Team Katusha        | + 0:05 min |
| 3.  | Peter Sagan       | Tinkoff-Saxo        | + 0:05 min |
| 4.  | Geraint Thomas    | Team Sky            | + 0:07 min |
| 5.  | Thibaut Pinot     | FDJ                 | + 0:12 min |
| 6.  | Jakob Fuglsang    | Astana Pro Team     | + 0:14 min |
| 7.  | Steve Morabito    | FDJ                 | + 0:15 min |
| 8.  | Kristijan Đurasek | Lampre-Merida       | + 0:18 min |
| 9.  | Bob Jungels       | Trek Factory Racing | + 0:19 min |
| 10. | Simon Špilak      | Team Katusha        | + 0:19 min |

### 4. Etappe: Flims – Schwarzenbach

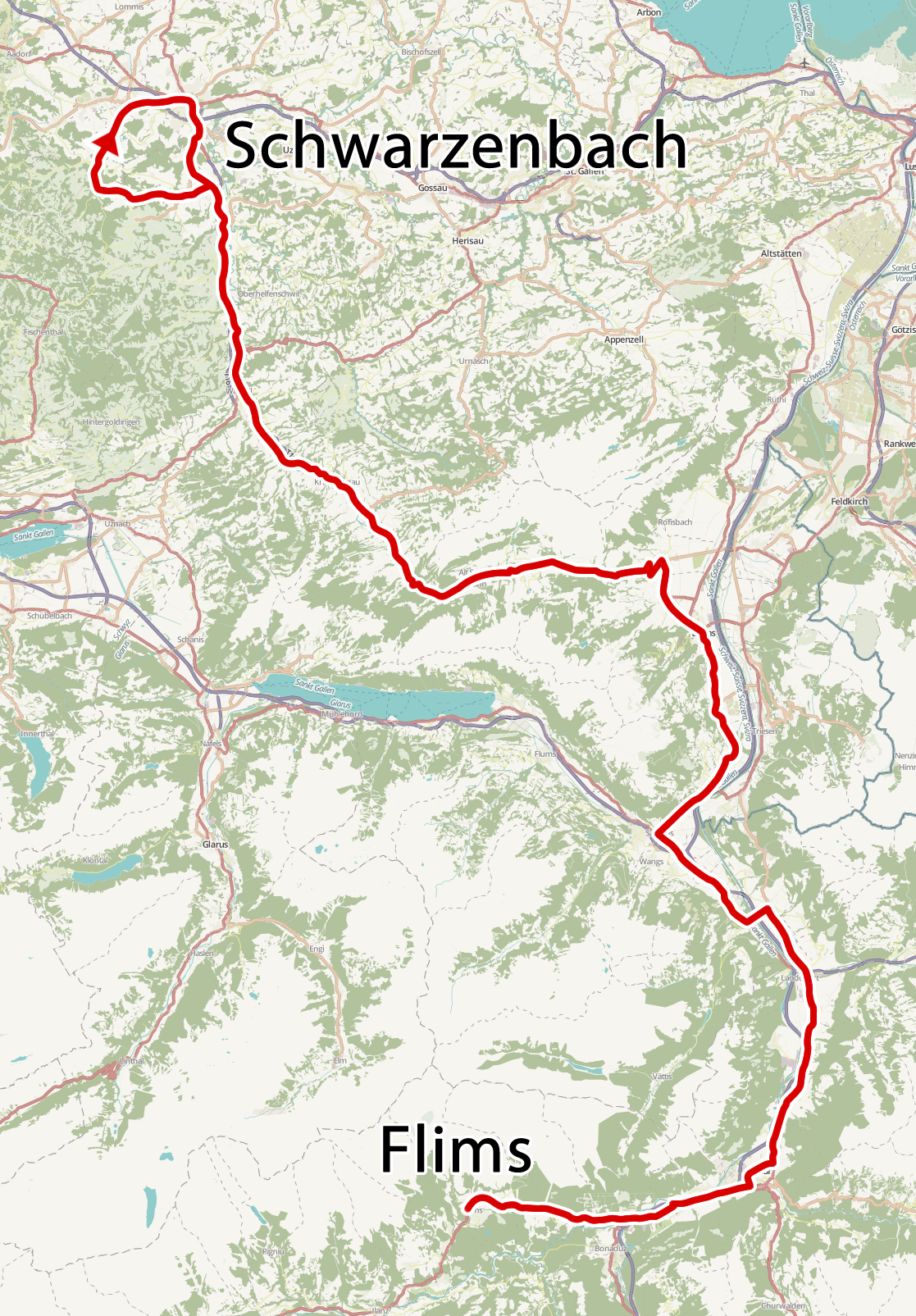
Strecke der 4. Etappe

|     | Fahrer            | Team                | Zeit       |
| --- | ----------------- | ------------------- | ---------- |
| 1.  | Michael Matthews  | Orica GreenEdge     | 4:36:00 h  |
| 2.  | Peter Sagan       | Tinkoff-Saxo        | + 0:00 min |
| 3.  | Greg Van Avermaet | BMC Racing Team     | + 0:00 min |
| 4.  | John Degenkolb    | Team Giant-Alpecin  | + 0:00 min |
| 5.  | Jasper Stuyven    | Trek Factory Racing | + 0:00 min |
| 6.  | Daniel Moreno     | Team Katusha        | + 0:00 min |
| 7.  | Silvan Dillier    | BMC Racing Team     | + 0:00 min |
| 8.  | Thibaut Pinot     | FDJ                 | + 0:00 min |
| 9.  | Matteo Trentin    | Etixx-Quick Step    | + 0:00 min |
| 10. | Robert Gesink     | Team Lotto NL-Jumbo | + 0:00 min |

|     | Fahrer             | Team                   | Zeit       |
| --- | ------------------ | ---------------------- | ---------- |
| 1.  | Tom Dumoulin       | Team Giant-Alpecin     | 11:19:09 h |
| 2.  | Peter Sagan        | Tinkoff-Saxo           | + 0:00 min |
| 3.  | Daniel Moreno      | Team Katusha           | + 0:08 min |
| 4.  | Thibaut Pinot      | FDJ                    | + 0:15 min |
| 5.  | Jakob Fuglsang     | Team Cannondale-Garmin | + 0:17 min |
| 6.  | Steve Morabito     | FDJ                    | + 0:18 min |
| 7.  | Julián Arredondo   | Trek Factory Racing    | + 0:22 min |
| 8.  | Geraint Thomas     | Team Sky               | + 0:27 min |
| 9.  | Miguel Ángel López | Astana Pro Team        | + 0:29 min |
| 10. | Simon Špilak       | Lampre-Merida          | + 0:31 min |

### 5. Etappe: Unterterzen – Sölden
|     | Fahrer             | Team                  | Zeit       |
| --- | ------------------ | --------------------- | ---------- |
| 1.  | Thibaut Pinot      | FDJ                   | 6:22:47 h  |
| 2.  | Domenico Pozzovivo | AG2R La Mondiale      | + 0:34 min |
| 3.  | Simon Špilak       | Team Katusha          | + 0:37 min |
| 4.  | Miguel Ángel López | Astana Pro Team       | + 0:43 min |
| 5.  | Geraint Thomas     | Team Sky              | + 0:43 min |
| 6.  | Jakob Fuglsang     | Astana Pro Team       | + 1:15 min |
| 7.  | Jan Hirt           | CCC Sprandi Polkowice | + 1:18 min |
| 8.  | Sergio Henao       | Team Sky              | + 1:29 min |
| 9.  | Stefan Denifl      | IAM Cycling           | + 1:31 min |
| 10. | Tom Dumoulin       | Team Giant-Alpecin    | + 1:37 min |

|     | Fahrer                | Team               | Zeit       |
| --- | --------------------- | ------------------ | ---------- |
| 1.  | Thibaut Pinot         | FDJ                | 17:42:01 h |
| 2.  | Geraint Thomas        | Team Sky           | + 0:47 min |
| 3.  | Simon Špilak          | Team Katusha       | + 0:50 min |
| 4.  | Domenico Pozzovivo    | AG2R La Mondiale   | + 0:55 min |
| 5.  | Miguel Ángel López    | Astana Pro Team    | + 1:07 min |
| 6.  | Jakob Fuglsang        | Astana Pro Team    | + 1:27 min |
| 7.  | Tom Dumoulin          | Team Giant-Alpecin | + 1:32 min |
| 8.  | Steve Morabito        | Tinkoff-Saxo       | + 2:29 min |
| 9.  | Sébastien Reichenbach | IAM Cycling        | + 2:43 min |
| 10. | Sergio Henao          | Team Sky           | + 2:46 min |

### 6. Etappe: Wil – Biel
|     | Fahrer              | Team                | Zeit       |
| --- | ------------------- | ------------------- | ---------- |
| 1.  | Peter Sagan         | Tinkoff-Saxo        | 4:43:19 h  |
| 2.  | Jürgen Roelandts    | Lotto Soudal        | + 0:00 min |
| 3.  | Alexander Kristoff  | Team Katusha        | + 0:00 min |
| 4.  | Jean-Pierre Drucker | BMC Racing Team     | + 0:00 min |
| 5.  | Daniele Bennati     | Tinkoff-Saxo        | + 0:00 min |
| 6.  | Mark Cavendish      | Etixx-Quick Step    | + 0:02 min |
| 7.  | Tom Van Asbroeck    | Team Lotto NL-Jumbo | + 0:02 min |
| 8.  | Alexei Luzenko      | Astana Pro Team     | + 0:02 min |
| 9.  | Borut Božič         | Astana Pro Team     | + 0:02 min |
| 10. | Jakob Fuglsang      | Astana Pro Team     | + 0:02 min |

|     | Fahrer                | Team               | Zeit       |
| --- | --------------------- | ------------------ | ---------- |
| 1.  | Thibaut Pinot         | FDJ                | 22:16:51 h |
| 2.  | Geraint Thomas        | Team Sky           | + 0:42 min |
| 3.  | Simon Špilak          | Team Katusha       | + 0:50 min |
| 4.  | Domenico Pozzovivo    | AG2R La Mondiale   | + 0:55 min |
| 5.  | Miguel Ángel López    | Astana Pro Team    | + 1:07 min |
| 6.  | Jakob Fuglsang        | Astana Pro Team    | + 1:22 min |
| 7.  | Tom Dumoulin          | Team Giant-Alpecin | + 1:32 min |
| 8.  | Steve Morabito        | FDJ                | + 2:29 min |
| 9.  | Sébastien Reichenbach | IAM Cycling        | + 2:43 min |
| 10. | Sergio Henao          | Team Sky           | + 2:46 min |

### 7. Etappe: Biel – Düdingen
|     | Fahrer                 | Team                | Zeit       |
| --- | ---------------------- | ------------------- | ---------- |
| 1.  | Alexander Kristoff     | Team Katusha        | 3:38:07 h  |
| 2.  | Peter Sagan            | Tinkoff-Saxo        | + 0:00 min |
| 3.  | Davide Cimolai         | Lampre-Merida       | + 0:00 min |
| 4.  | Greg Van Avermaet      | BMC Racing Team     | + 0:00 min |
| 5.  | Arnaud Démare          | FDJ                 | + 0:00 min |
| 6.  | Jürgen Roelandts       | Lotto Soudal        | + 0:00 min |
| 7.  | Sep Vanmarcke          | Team Lotto NL-Jumbo | + 0:00 min |
| 8.  | Michael Albasini       | Orica GreenEdge     | + 0:00 min |
| 9.  | Marco Marcato          | Wanty-Groupe Gobert | + 0:00 min |
| 10. | José Joaquín Rojas Gil | Movistar Team       | + 0:00 min |

|     | Fahrer                | Team               | Zeit       |
| --- | --------------------- | ------------------ | ---------- |
| 1.  | Thibaut Pinot         | FDJ                | 25:55:03 h |
| 2.  | Geraint Thomas        | Team Sky           | + 0:37 min |
| 3.  | Domenico Pozzovivo    | AG2R La Mondiale   | + 0:50 min |
| 4.  | Simon Špilak          | Team Katusha       | + 0:50 min |
| 5.  | Miguel Ángel López    | Astana Pro Team    | + 1:07 min |
| 6.  | Jakob Fuglsang        | Astana Pro Team    | + 1:22 min |
| 7.  | Tom Dumoulin          | Team Giant-Alpecin | + 1:27 min |
| 8.  | Steve Morabito        | FDJ                | + 2:29 min |
| 9.  | Sébastien Reichenbach | IAM Cycling        | + 2:43 min |
| 10. | Sergio Henao          | Team Sky           | + 2:46 min |

### 8. Etappe: Bern – Bern
|     | Fahrer           | Team                | Zeit       |
| --- | ---------------- | ------------------- | ---------- |
| 1.  | Alexei Luzenko   | Astana Pro Team     | 3:28:11 h  |
| 2.  | Jan Bakelants    | AG2R La Mondiale    | + 0:01 min |
| 3.  | Warren Barguil   | Team Giant-Alpecin  | + 0:17 min |
| 4.  | Marco Haller     | Team Katusha        | + 0:22 min |
| 5.  | Daniele Bennati  | Tinkoff-Saxo        | + 0:22 min |
| 6.  | Michael Albasini | Orica GreenEdge     | + 0:22 min |
| 7.  | Matteo Trentin   | Etixx-Quick Step    | + 0:22 min |
| 8.  | Danilo Wyss      | BMC Racing Team     | + 0:22 min |
| 9.  | Winner Anacona   | Movistar Team       | + 0:22 min |
| 10. | Stijn Devolder   | Trek Factory Racing | + 0:22 min |

|     | Fahrer                | Team               | Zeit       |
| --- | --------------------- | ------------------ | ---------- |
| 1.  | Thibaut Pinot         | FDJ                | 29:25:28 h |
| 2.  | Geraint Thomas        | Team Sky           | + 0:34 min |
| 3.  | Simon Špilak          | Team Katusha       | + 0:47 min |
| 4.  | Domenico Pozzovivo    | AG2R La Mondiale   | + 0:50 min |
| 5.  | Miguel Ángel López    | Astana Pro Team    | + 1:14 min |
| 6.  | Tom Dumoulin          | Team Giant-Alpecin | + 1:24 min |
| 7.  | Steve Morabito        | FDJ                | + 2:29 min |
| 8.  | Sébastien Reichenbach | IAM Cycling        | + 2:43 min |
| 9.  | Sergio Henao          | Team Sky           | + 2:46 min |
| 10. | Warren Barguil        | Team Giant-Alpecin | + 2:51 min |

### 9. Etappe: Bern – Bern (EZF)

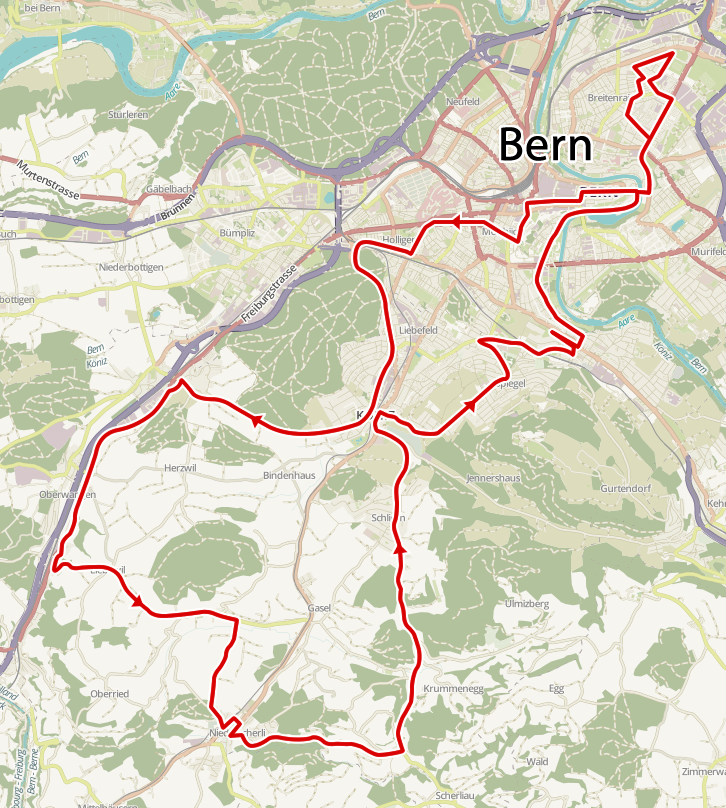
Strecke der 9. Etappe

|     | Fahrer            | Team                | Zeit       |
| --- | ----------------- | ------------------- | ---------- |
| 1.  | Tom Dumoulin      | Team Giant-Alpecin  | 48:36 min  |
| 2.  | Simon Špilak      | Team Katusha        | + 0:18 min |
| 3.  | Fabian Cancellara | Trek Factory Racing | + 0:19 min |
| 4.  | Adriano Malori    | Movistar Team       | + 0:34 min |
| 5.  | Geraint Thomas    | Team Sky            | + 0:36 min |
| 6.  | Bob Jungels       | Trek Factory Racing | + 0:41 min |
| 7.  | Jérôme Coppel     | IAM Cycling         | + 0:44 min |
| 8.  | Cameron Meyer     | Orica GreenEdge     | + 1:07 min |
| 9.  | Rafał Majka       | Tinkoff-Saxo        | + 1:26 min |
| 10. | Robert Gesink     | Team Lotto NL-Jumbo | + 1:32 min |

|     | Fahrer             | Team                | Zeit       |
| --- | ------------------ | ------------------- | ---------- |
| 1.  | Simon Špilak       | Team Katusha        | 48:36:53 h |
| 2.  | Geraint Thomas     | Team Sky            | + 0:05 min |
| 3.  | Tom Dumoulin       | Team Giant-Alpecin  | + 0:19 min |
| 4.  | Thibaut Pinot      | FDJ                 | + 0:45 min |
| 5.  | Domenico Pozzovivo | AG2R La Mondiale    | + 2:21 min |
| 6.  | Bob Jungels        | Trek Factory Racing | + 2:58 min |
| 7.  | Miguel Ángel López | Astana Pro Team     | + 3:06 min |
| 8.  | Steve Morabito     | FDJ                 | + 3:17 min |
| 9.  | Robert Gesink      | Team Lotto NL-Jumbo | + 3:19 min |
| 10. | Rafał Majka        | Tinkoff-Saxo        | + 3:20 min |

## Gesamtwertung und Spezialwertungen
Die Tabelle zeigt den Führenden in der jeweiligen Wertung nach der jeweiligen Etappe an.
| Etappe | Gesamtwertung | Bergwertung    | Punktewertung | Bester Schweizer  | Teamwertung     |
| ------ | ------------- | -------------- | ------------- | ----------------- | --------------- |
| 1.     | Tom Dumoulin  | nicht vergeben | Tom Dumoulin  | Fabian Cancellara | IAM Cycling     |
| 2.     | Tom Dumoulin  | Luka Pibernik  | Tom Dumoulin  | Steve Morabito    | Astana Pro Team |
| 3.     | Tom Dumoulin  | Stefan Denifl  | Daniel Moreno | Steve Morabito    | Team Sky        |
| 4.     | Tom Dumoulin  | Stefan Denifl  | Peter Sagan   | Steve Morabito    | Astana Pro Team |
| 5.     | Thibaut Pinot | Stefan Denifl  | Peter Sagan   | Steve Morabito    | Team Sky        |
| 6.     | Thibaut Pinot | Stefan Denifl  | Peter Sagan   | Steve Morabito    | Team Sky        |
| 7.     | Thibaut Pinot | Stefan Denifl  | Peter Sagan   | Steve Morabito    | Team Sky        |
| 8.     | Thibaut Pinot | Stefan Denifl  | Peter Sagan   | Steve Morabito    | Team Sky        |
| 9.     | Simon Špilak  | Stefan Denifl  | Peter Sagan   | Steve Morabito    | Team Sky        |